# Veldwezelt-Hezerwater
 (mars 2023).
La mise en forme du texte ne suit pas les recommandations de Wikipédia : il faut le « wikifier ».
Les points d'amélioration suivants sont les cas les plus fréquents. Le détail des points à revoir est peut-être précisé sur la page de discussion.
- Les titres sont pré-formatés par le logiciel. Ils ne sont ni en capitales, ni en gras.
- Le texte ne doit pas être écrit en capitales (les noms de famille non plus), ni en gras, ni en italique, ni en « petit »…
- Le gras n'est utilisé que pour surligner le titre de l'article dans l'introduction, une seule fois.
- L'italique est rarement utilisé : mots en langue étrangère, titres d'œuvres, noms de bateaux, etc.
- Les citations ne sont pas en italique mais en corps de texte normal. Elles sont entourées par des guillemets français : « et ».
- Les listes à puces sont à éviter, des paragraphes rédigés étant largement préférés. Les tableaux sont à réserver à la présentation de données structurées (résultats, etc.).
- Les appels de note de bas de page (petits chiffres en exposant, introduits par l'outil «  Source ») sont à placer entre la fin de phrase et le point final[comme ça].
- Les liens internes (vers d'autres articles de Wikipédia) sont à choisir avec parcimonie. Créez des liens vers des articles approfondissant le sujet. Les termes génériques sans rapport avec le sujet sont à éviter, ainsi que les répétitions de liens vers un même terme.
- Les liens externes sont à placer uniquement dans une section « Liens externes », à la fin de l'article. Ces liens sont à choisir avec parcimonie suivant les règles définies. Si un lien sert de source à l'article, son insertion dans le texte est à faire par les notes de bas de page.
- La présentation des références doit suivre les conventions bibliographiques. Il est recommandé d'utiliser les modèles {{Ouvrage}}, {{Chapitre}}, {{Article}}, {{Lien web}} et/ou {{Bibliographie}}. Le mode d'édition visuel peut mettre en forme automatiquement les références.
- Insérer une infobox (cadre d'informations à droite) n'est pas obligatoire pour parachever la mise en page.

Pour une aide détaillée, merci de consulter Aide:Wikification.
Si vous pensez que ces points ont été résolus, vous pouvez retirer ce bandeau et améliorer la mise en forme d'un autre article.
Le site archéologique de Veldwezelt-Hezerwater est un site archéologique moustérien situé dans la commune de Lanaken, dans l'arrondissement de Veldwezelt, en Belgique. Les fouilles ont mis en évidence la présence de l'Homme de Néandertal dans la région. Le site est situé entre Veldwezelt et Maastricht (à proximité des quartiers maastrichtiens de Dousberg-Hazendans, Merendal et Daalhof), du côté ouest (?) du canal Albert. Depuis 2002, il y a une extraction de loam à grande échelle dans cette zone.
Au ruisseau Hezerwater à Veldwezelt, le Laboratoire de préhistoire (Pierre M. Vermeersch) de l'université catholique de Louvain, dirigé par Patrick Bringmans, organise six campagnes de fouilles archéologiques de 1998 à 2003 dans la carrière de limon de Vandersanden. Les fouilles sont menées en étroite collaboration avec le Musée gallo-romain de Tongres et l'Institut du patrimoine archéologique de la Communauté flamande, les communes de Lanaken et Riemst et la ville de Maastricht.

## Fouilles

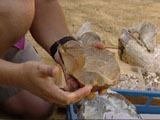
Silex

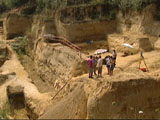
Carrière de limon Vandersanden

Les fouilles livrent des vestiges archéologiques d'au moins quatre camps de chasse néandertaliens différents dans la vallée de l'Hezerwater. Un cinquième site néandertalien peut être interprété comme une carrière de silex à ciel ouvert. 
Cela montre clairement que les Néandertaliens locaux ne sont pas seulement présents dans les phases les plus chaudes du Pléistocène, c'est-à-dire pendant les interglaciaires, mais aussi dans les phases un peu plus froides. Les Néandertaliens chassent presque quotidiennement les grands mammifères, qui se déplacent dans le paysage en troupeaux. Ces animaux ne sont présents qu'à l'époque de la steppe à mammouths, donc lorsqu'il fait relativement froid, mais pas encore glacial. 
L'influence respective des facteurs climatiques et environnementaux et la disponibilité du silex pour fabriquer des outils en pierre devra être davantage évaluée. Ces facteurs non culturels peuvent jouer un rôle très important, sinon décisif. On peut affirmer que les Néandertaliens réussissent à répondre au changement climatique non seulement par la migration, mais aussi de manière culturelle (par la technologie).

## Stratigraphie et datation
Les sites les plus anciens de Veldwezelt-Hezerwater se trouvent sous le sol de Rocourt, un complexe de paléo-sols de l'Éémien et du début de la glaciation de Würm, et on pense donc qu'ils datent de la fin de la glaciation de Riss. On suppose que les sédiments se sont déposés au cours du dernier interstade de cette période glaciaire, appelé interstade de Zeifen (environ 133 000 ans avant le présent). Cette interprétation est basée sur la structure stratigraphique du profil, aucune autre datation n'a été faite.

## Importance archéologique des sites anciens
Avec cette datation, les sites les plus anciens de Veldwezelt-Hezerwater peuvent être considérés comme les plus anciennes traces de la présence de Néandertaliens en Flandre. Ce sont aussi probablement les plus anciennes traces d'occupation en Belgique. 
Les vestiges archéologiques sont principalement situés sur les pentes d'une vallée latérale de l'Hezerwater, qui doit être parfois sèche. Aucun fossile néandertalien n'a été trouvé. L'espèce humaine est déduite des artéfacts moustériens en combinaison avec l'âge estimé. 
Dans les gisements situés sous le lit de Rocourt, des lames non Levallois sont présentes sur deux sites (site VLL et site VLB) qui se trouvent principalement sur les versants de la vallée latérale. Les lames sont très rares au Paléolithique moyen européen avant l'Eémien. Remarquablement, la convexité naturelle des nucléus allongés est pleinement utilisée pour la production de lames. Les Néandertaliens viennent ici plusieurs fois pour chercher du silex dans le lit de gravier de l'Hezerwater et la terrasse alluviale. Ceci est clairement illustré par les nombreux nucléus testés qui ont été trouvés. Les sites les plus anciens doivent donc être considérés comme des sites d'extraction de silex à ciel ouvert.

## Sites plus récents
Le site VBLB le plus jeune date probablement de la fin de l'interstade d'Odderade du Würm I, car ce site est trouvé dans l'horizon pédologique grisâtre supérieur du sol de Rocourt. Cela lui donne une datation d'environ 85 000 ans AP. La caractéristique en est qu'en plus d'un site de production d'outils lithiques, caractérisé par la présence d'une quantité relativement importante de déchets de taille, une zone d'utilisation d'outils pour toutes sortes d'autres activités peut également être identifiée. 
Sur le site TL-R, le site TL-GF et le site TL-W (tous trois vers 58 000 ans AP) et sur le site WFL (vers 50 000 ans AP), les outils lithiques se caractérisent par la coexistence de la méthode Levallois et de la méthode Quina.

## Faune
Les vestiges de flore et de faune sont importants car ils renseignent sur l'environnement et le climat de l'époque et donc sur les conditions dans lesquelles les gens vivaient. 
Dans les sites plus récents (TL-R, TL-GF et TL-W), des ossements d'une faune glaciaire typique (Würm moyen) sont trouvés en plus d'outils de pierre.
Les restes de macrofaune du site le plus jeune (WFL) sont constitués d'os et de molaires de cheval, Rhinocéros laineux, renne, Bison d'Europe et Mammouth laineux. Des os de Lion des cavernes eurasiatique et de Hyène des cavernes sont trouvés. Même une tanière d'une telle hyène est présente. Ce site est habité pendant une période de la dernière période glaciaire où le climat est assez favorable. Les restes de Blaireau européen, Taupe d'Europe et de grenouilles en témoignent. 

## Fonction de loisirs de la zone
Les fouilles exercent une forte pression sur la fonction de loisirs de cette zone frontalière, qui est largement utilisée par les habitants des quartiers adjacents de Maastricht. Pour la population belge, en revanche, il a moins d'influence, car personne n'y habite, c'est une sorte de no man's land. En 2007, juste au nord de la zone, le parcours de golf transfrontalier du Golfclub Maastricht est réalisé. Le site de fouille est désormais aménagé de manière que trois murs de terre verticaux soient recouverts en permanence d'une structure en acier. Le site est ouvert aux visites guidées. 